# Hasan ibn Ali
Hasan ibn Ali ibn Abu Talib (arabiska: أبو محمد الحسن بن علي الزكي), född 624 (den 15 ramadan år 3 AH) i Medina, död 670 i Medina, även känd som imam Hasan al-Mujtaba bland shiamuslimer, var islamsk kalif 661 och shiaimam. Enligt imamiterna och zayditerna var han den andre imamen men den förste enligt ismailiterna.
Han var äldre bror till Husayn ibn Ali. Hans hustru, Ju'da bint Ash'ath, är vanligtvis anklagad för att ha förgiftat honom.

## Tidiga liv

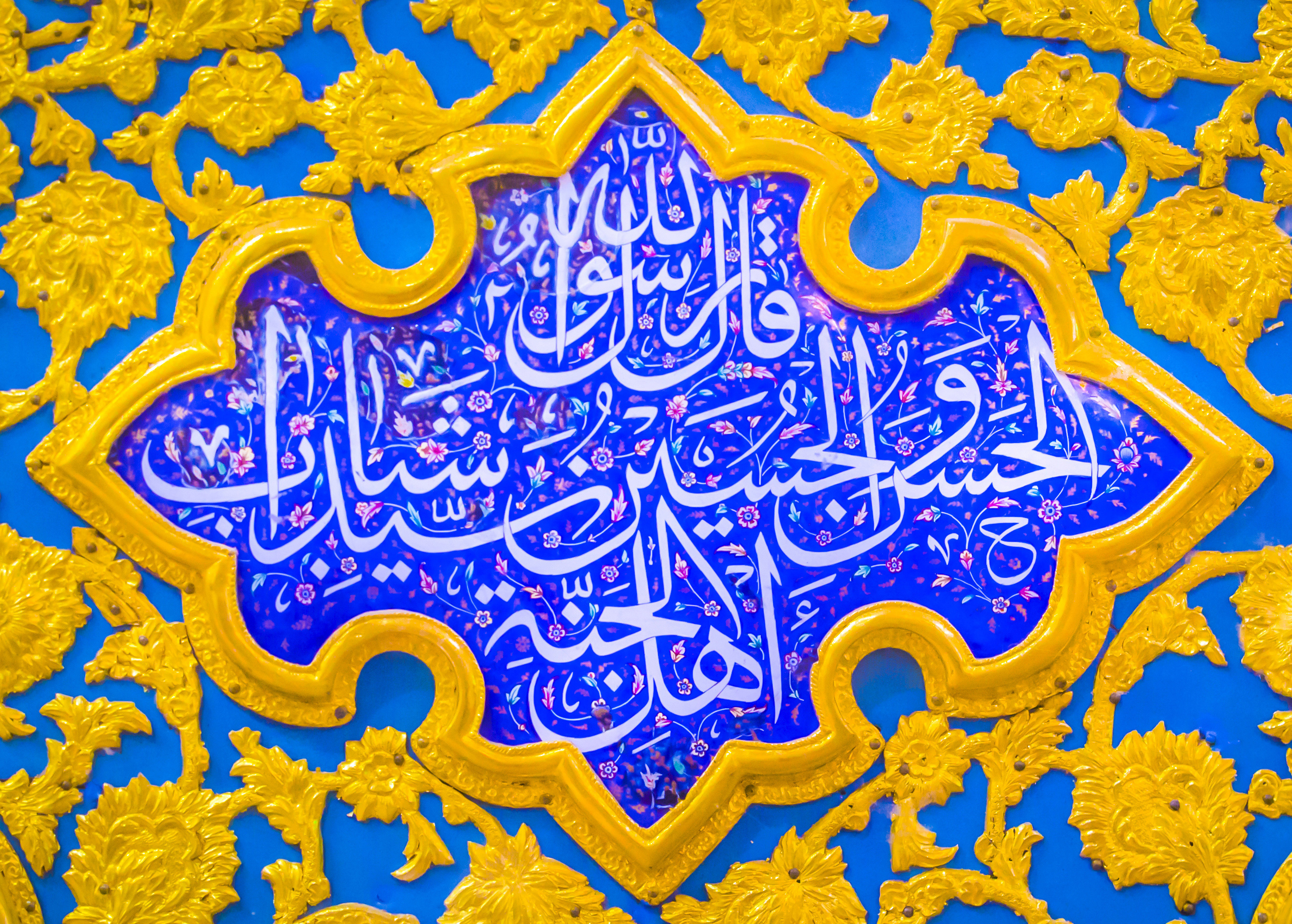
Hadith om att Hasan och Husayn är mästare för paradisets ungdomar i arabisk kalligrafi i Husayn ibn Alis helgedom.

Hasan var Muhammeds dotterson genom Fatima och Ali. Muhammed var enligt uppgift väldigt förtjust i Hasan och hans bror Husayn, och brukade bära pojkarna på sina axlar, lägga dem på sitt bröst och pussa dem. Av de två pojkarna sägs det att Hasan liknade sin morfar mer till utseendet. Enligt Wilferd Madelung var Muhammeds uttalande att Hasan och Husayn skulle bli ungdomarnas mästare i paradiset allmänt rapporterat. Hasan växte upp i sin morfars hushåll fram till sju års ålder, då Muhammed dog.
I oktober år 631 (10 AH) deltog Hasan enligt uppgift i Mubahala-händelsen, ett möte mellan de kristna från Najran och Muhammed. Händelsen inträffade när Muhammed sägs ha tagit Ali, Fatima, Hasan och hans bror Husayn under sin mantel, tilltalade dem som hans ahl al-bayt (husets folk), och förklarade dem fria från synd och orenhet. Medan alla muslimer vördar ahl al-bayt, är det shiamuslimer som håller ahl al-bayt högst i aktning, och betraktar dem som felfria förkroppsliganden av gudomlig visdom och de perfekta ledarna för den muslimska gemenskapen.

## Kalifat

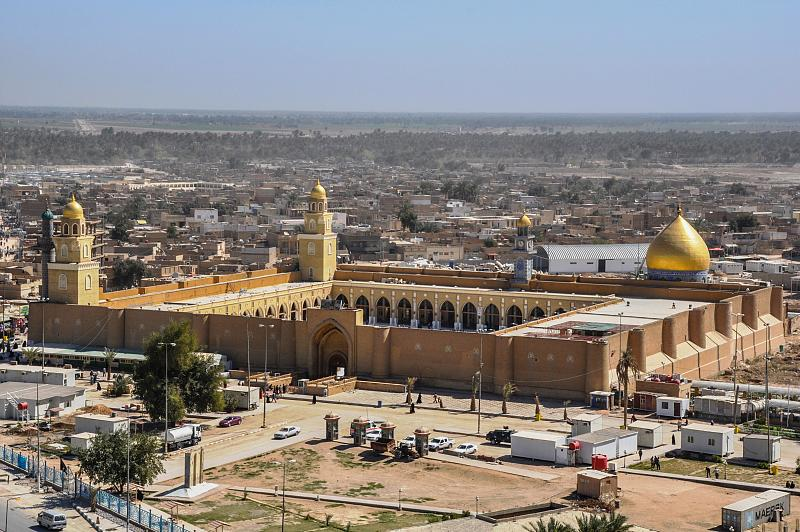
En utsikt över dagens Kufa, Hasans högkvarter och dess stora moské, där han höll sitt invigningstal.

I januari 661 mördades Ali av kharijiten Abd al-Rahman ibn Muljam. Hasan blev därefter erkänd som kalif i Kufa, säte för Alis kalifat. Madelung skriver att Ali tydligen inte hade nominerat en efterträdare före sin plötsliga död men hade ofta sagt att endast medlemmar av Muhammeds hushåll (ahl al-bayt) hade rätt till kalifatet. Som Alis arvtagare måste Hasan ha varit det självklara valet för kalifatet. Vissa shia-rapporter tillägger att Ali också utsåg Hasan som sin wali al-amr, vilket gav honom sin egen auktoritet att befalla, och även hans wali al-dam, ansvarig för att straffa hans lönnmördare. Vissa författare har noterat att Muhammeds överlevande följeslagare i första hand befann sig i Alis armé och därför måste ha lovat trohet till Hasan, vilket framgår av bristen på rapporter om motsatsen.

I sitt invigningstal vid den stora moskén i Kufa, berömde Hasan ahl al-bayt och citerade vers 42:23 i Koranen:
Jag tillhör profetens familj från vilken Gud har tagit bort orenheter och som Han har renat, vars kärlek Han har gjort obligatorisk i Sin bok när Han sa: "Och om någon gör en god handling skall Vi ge honom mångdubbel belöning." Att utföra en bra handling är kärlek till oss, profetens familj.

### Konflikt med Mu'awiya
Efter att ha varit i krig med Ali erkände Muawiya inte kalifatet för hans efterträdare och förberedde sig för krig. Han marscherade en armé på sextio tusen man genom al-Jazira till Maskin, cirka 5 mil norr om dagens Bagdad. Samtidigt korresponderade Muawiya också med Hasan och uppmanade honom att ge upp sitt anspråk på kalifatet. Jafri antyder att han kanske hade hoppats på att tvinga Hasan att abdikera eller attackera de irakiska styrkorna innan de befästs. Muawiya kunde ha trott att Hasan skulle förbli ett hot även om han blev besegrad och dödad, eftersom en annan hashemit kunde fortsätta kampen. Om Hasan abdikerade till förmån för Muawiya, skriver han, skulle sådana påståenden inte ha någon vikt. Momens åsikt är liknande.
Deras brev handlar Muhammeds arv. Hasan uppmanade Muawiya att lova honom trohet med samma argument som Ali framförde mot Abu Bakr efter Muhammeds död. Ali hade sagt att om Quraysh framgångsrikt kunde göra anspråk på ledarskapet eftersom Muhammed tillhörde dem, då var Muhammeds familj den mest kvalificerade att leda. Muawiya svarade att muslimer inte var omedvetna om ahl al-bayt dygder, men hade valt Abu Bakr för att behålla kalifatet inom Quraysh. Hasan skrev också att Muawiya inte hade några verkliga förtjänster inom islam och var son till Muhammeds ärkefiende Abu Sufyan. Muawiya svarade att han var bättre lämpad för kalifatet på grund av sin ålder, regeringserfarenhet och överlägsna militära styrka, vilket antydde att dessa egenskaper var viktigare än religiöst företräde. Jafri kommenterar att Muawiyas svar tydliggjorde åtskillnaden mellan politik och religion, vilket senare blev en grundsats i sunniislam. Däremot gav shiaislam all auktoritet i Muhammeds hushåll.

### Fredsfördrag
Hasan avsade sig titeln till förmån för Muawiya I i samband med ett fredsfördrag som syftade till att rädda muslimska liv och undvika ett inbördeskrig. Bland villkoren ingick att Muawiya skulle lämna tillbaka kalifatet till Hasan eller hans bror när denne avled. En annan punkt i avtalet var att man inte skulle svära åt Ali i moskéer.
Hasan förbehöll sig och sina efterkommande titeln av imam jämte Hijaz, med Medina som residens.  

## Död och begravning

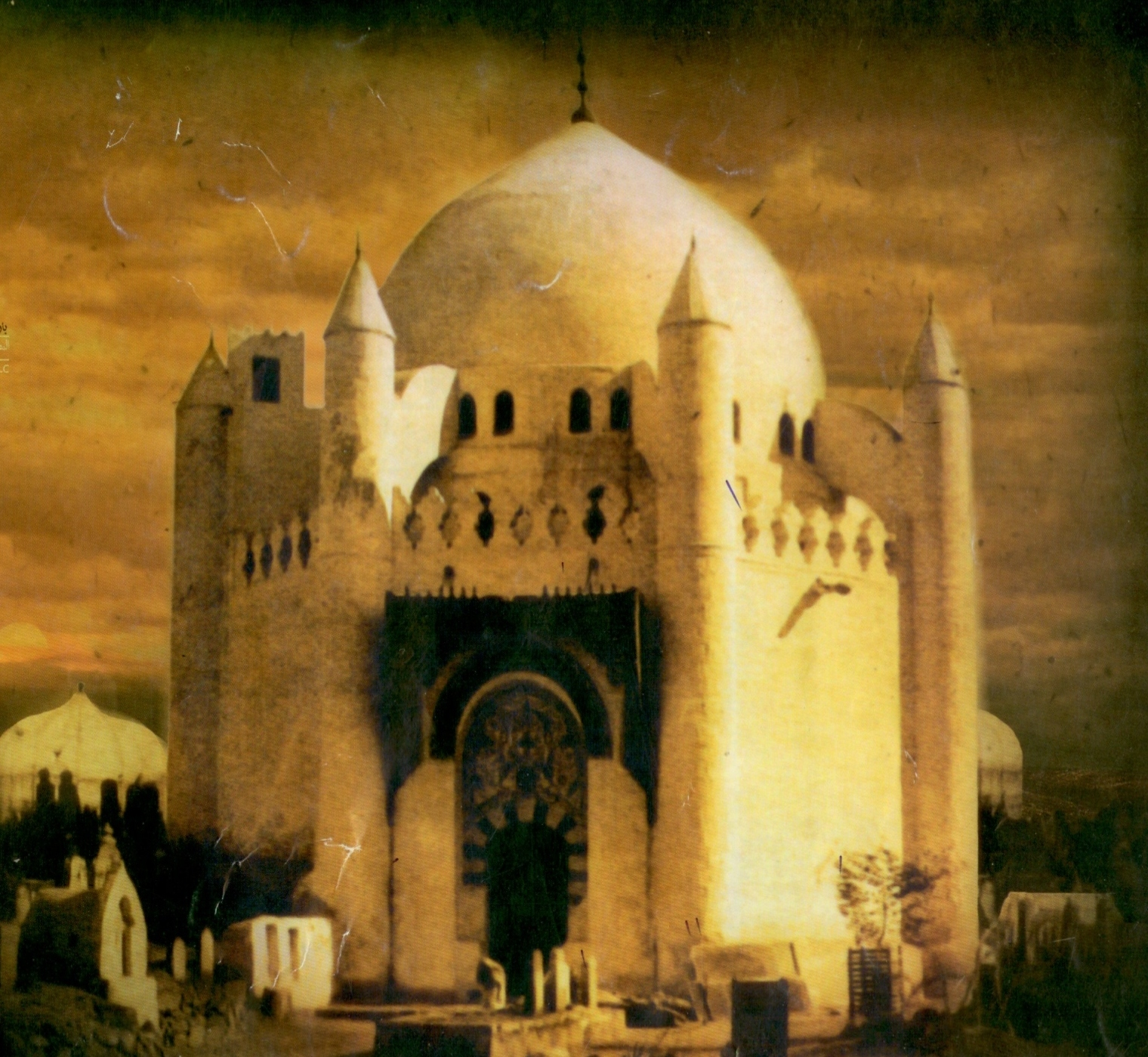
Imam Hasans helgedom i Jannatul Baqi i Medina innan den demolerades av saudierna.

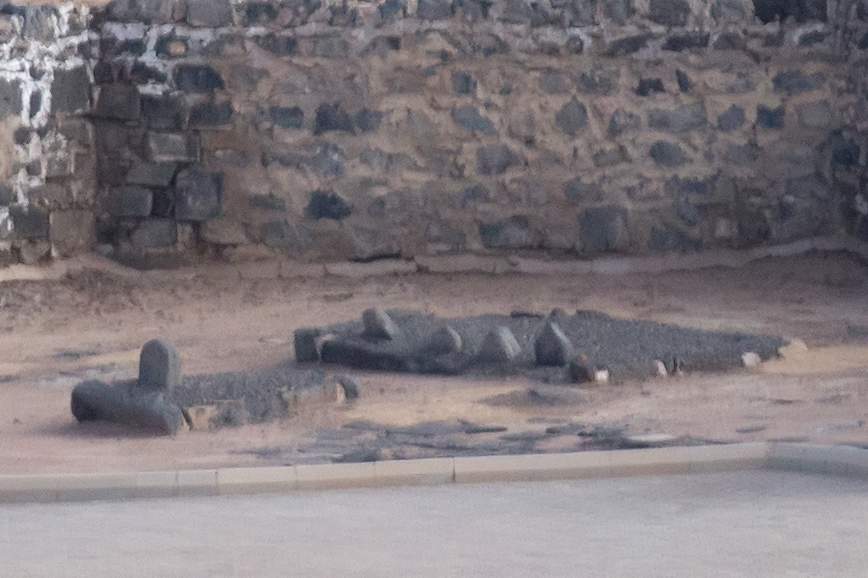
Imam Hasans befintliga grav i Medina, bredvid Ali Zayn al-Abidin, Muhammad al-Baqir and Jafar al-Sadiq.

Hasan dog i Medina år 670 och ligger begravd på al-Baqi'. Muawiya, guvernören i Syrien och den förste umayyadiske kalifen sägs vara ansvarig för att ha genom mutor ha förmått Hasans fru att ge gift till sin make vilket resulterade i hans död.

### Motstånd mot begravning bredvid Muhammed
Innan sin död hade Hasan instruerat sin familj att begrava honom bredvid Muhammed. Enligt Madelung, om de "fruktade det onda" bad Hasan dem att begrava honom nära hans mor på al-Baqi-begravningsplatsen. Den umayyadiske guvernören i Medina, Said ibn al-'As, var inte emot att begrava Hasan nära Muhammed, medan Marwan var starkt emot det och hävdade att Uthman hade begravts i al-Baqi. I sitt motstånd fick Marwan sällskap av Muhammeds änka Aisha, som ofta anses vara fientlig mot Ali.
Muhammeds följeslagare Abu Hurayra försökte utan framgång övertala Marwan att tillåta Hasans begravning bredvid Muhammed, genom att påminna honom om Muhammeds höga aktning för Hasan och Husayn. Anhängare till Husayn och Marwan, från hashimiterna respektive umayyaderna, samlades snart med vapen. Muhammad ibn al-Hanafiyya ingrep enligt uppgift och påminde om Hasans begravningbegäran. Han begravdes sedan i al-Baqi. Dinawari skriver att umayyaderna sköt pilar mot kroppen under uppehållet, och detta är också shia-synen. Madelung föreslår att Muawiya senare belönade Marwan för hans ställning genom att återinsätta honom som guvernör i Medina. Enligt uppgift gick dock Marwan med i processionen när Hasans kropp bars till al-Baqi och hyllade en man "vars tålamod (hilm) vägde berg." Enligt normerna ska guvernören ha lett begravningsbönen. Hasans grav gjordes senare till en kupolformad helgedom, som förstördes två gånger av wahhabiter först 1806 och sedan 1927.

## Fruar
Det finns obekräftade källor som gör gällande att Hasan har varit gift med 70, 90, 130, 250 eller 300 kvinnor, källor som många lärda avisar som lögner skapade av ummayad- och abbasidkaliferna med syfte att entlediga fatimidernas rätt till kalifatet. Wilferd Madelung anser dessa historier vara helt falska.
Lista över de namngivna fruarna och deras barn:
- Khawal Fazariya, som var mor till Hasan Muthanna (Muhammad Nafs al-Zakiyya farfar/morfar). Hon överlevde imam Hasan. Detta giftermål ägde rum i Medina.

- Umm Ishaq bint Talha, som var mor till Husain Athram, Talha och Fatima. Detta giftermål ägde också rum i Medina. Hon överlevde imam Hasan, och gifte sig senare med imam Husayn ibn Ali.

- Ju'da bint Ash-ath, detta giftermål ägde rum i Kufa, och även hon överlevde imam Hasan.

### Källhänvisningar
1. ↑  Hugh Chisholm (red.), Encyclopædia Britannica : a dictionary of arts, sciences, literature and general information, 11:e utgåvan, Cambridge University Press, 1911 och 1910, läs online.[källa från Wikidata]
2. 1 2  Хасан ибн Али, Islamskij entsiklopeditjeskij slovar'.[källa från Wikidata]
3. ↑  ”Iranians mourn Prophet demise, Imam Hassan martyrdom anniv.” (på engelska). Mehr News Agency. 4 oktober 2021. https://en.mehrnews.com/news/179355/Iranians-mourn-Prophet-demise-Imam-Hassan-martyrdom-anniv. Läst 18 oktober 2021.
4. ↑  ”imam hasan – imamhasan.se”. https://imamhasan.se/sv/hem/. Läst 27 mars 2020.
5. ↑  Donaldson, Dwight M. (1933). The Shi'ite Religion: A History of Islam in Persia and Irak. Burleigh Press. https://ia800403.us.archive.org/34/items/DonaldsonDwightM.1933TheShiiteReligion/Donaldson%2C%20Dwight%20M.%201933%20-%20The%20Shi%27ite%20Religion.pdf.
6. ↑  Jafri, Syed Husain Mohammad (2002). The Origins and Early Development of Shi'a Islam; Chapter 6. Oxford University Press. ISBN 978-0195793871.
7. ↑  Madelung 1997.
8. ↑  Tabåatabåa'åi, Muhammad Husayn (1981). A Shi'ite Anthology. Selected and with a Foreword by Muhammad Husayn Tabataba'i; Translated with Explanatory Notes by William Chittick; Under the Direction of and with an Introduction by Hossein Nasr. State University of New York Press. Sid. 137. ISBN 9780585078182.
9. ↑  Lalani, Arzina R. (9 March 2001). Early Shi'i Thought: The Teachings of Imam Muhammad Al-Baqir. I. B. Tauris. Sid. 4. ISBN 978-1860644344.
10. ↑  Momen, Moojan (1985). An Introduction to Shi'i Islam. Yale University Press. Sid. 14, 26, 27. ISBN 978-0-300-03531-5.
11. ↑  Lings  2006, s. 177, 212.
12. 1 2 3 4 5 6 7  Madelung 2003.
13. ↑  Madelung 1997, s. 16.
14. 1 2 3 4  Vaglieri 1971.
15. ↑  Jafri 1979, s. 203–204.
16. 1 2  Campo 2004.
17. ↑  Mavani 2013, s. 41.
18. ↑  Campo 2009.
19. ↑  Wellhausen 1927, s. 102–103.
20. ↑  Wellhausen 1901, s. 18.
21. ↑  Madelung 1997, s. 311.
22. ↑  Donaldson 1933, s. 68.
23. ↑  Momen 1985, s. 26–7.
24. ↑  Jafri 1979, s. 91.
25. ↑  ”Koranens budskap”. koranensbudskap.se. Arkiverad från originalet den 30 december 2022. https://web.archive.org/web/20221230195812/http://koranensbudskap.se/translations.aspx?chapterID=42&verseNr=23&langID=. Läst 30 december 2022.
26. ↑  Madelung 1997, s. 311–2.
27. ↑  McHugo 2018, s. 65–6.
28. 1 2  Jafri 1979, s. 134.
29. ↑  Madelung 1997, s. 317.
30. 1 2 3 4  Momen 1985, s. 27.
31. 1 2  Jafri 1979, s. 135.
32. 1 2  Jafri 1979, s. 136.
33. ↑  McHugo 2018, s. 66.
34. ↑  Jafri 1979, s. 137.
35. ↑  ”The Terms of the Peace Treaty” (på engelska). Al-Islam.org. 30 november 2013. https://www.al-islam.org/imam-hasan-and-caliphate-qurrat-ul-ain-abidiy/terms-peace-treaty. Läst 1 augusti 2020.
36. ↑  Mavani 2013, s. 118.
37. ↑  Madelung, Wilferd. Wilferd Madelung. sid. 331-333
38. ↑  Pierce 2016, s. 80.
39. ↑  Madelung 1997, s. 332.
40. ↑  Madelung 1997, s. 107.
41. ↑  Donner 2010, s. 158.
42. ↑  Jafri 1979, s. 28.
43. ↑  McHugo 2018, §1.III.
44. ↑  Madelung 1997, s. 287, 332.
45. 1 2  Donaldson 1933, s. 78.
46. ↑  Madelung 1997, s. 332–333.
47. ↑  Halevi 2011, s. 173.
48. ↑  Madelung 1997, s. 333.
49. 1 2  ”Shi'a artikel om ämnet”. Play and learn. Arkiverad från playandlearn.org originalet den 11 februari 2005. https://web.archive.org/web/20050211120825/http://playandlearn.org/Article/431.htm.
50. ↑  Madelung, Wilferd. The Succession to Muhammad. sid. 324-325